# Volt egyszer egy Mexikó
A Volt egyszer egy Mexikó (eredeti cím: Once Upon a Time in Mexico) 2003-ban bemutatott amerikai akciófilm, a Mariachi-trilógia befejező része. A film forgatókönyvírója, rendezője, producere, operatőre, vágója és zeneszerzője Robert Rodríguez
El Mariachi-t ismét Antonio Banderas alakítja, a film további szerepeiben Johnny Depp, Salma Hayek, Enrique Iglesias, Willem Dafoe, Mickey Rourke, Eva Mendes és Rubén Blades látható.
A filmet a Velencei Nemzetközi Filmfesztiválon mutatták be 2003. augusztus 27-én.

## Szereplők
| Színész              | Szerep                   | Magyar hang      |
| -------------------- | ------------------------ | ---------------- |
| Antonio Banderas     | El Mariachi              | Selmeczi Roland  |
| Salma Hayek          | Carolina                 | Gubás Gabi       |
| Johnny Depp          | Sheldon Sands            | Nagy Ervin       |
| Eva Mendes           | Ajedrez                  | Horváth Lili     |
| Danny Trejo          | Mumus                    | Faragó András    |
| Enrique Iglesias     | Lorenzo                  | Hevér Gábor      |
| Marco Leonardi       | Fideo                    | Tzafetás Roland  |
| Rubén Blades         | Jorge FBI                | Csuja Imre       |
| Willem Dafoe         | Armando Barillo          | Epres Attila     |
| Mickey Rourke        | Billy Chambers           | Schneider Zoltán |
| Gerardo Vigil        | General Emiliano Marquez |                  |
| Miguel Couturier     | Dr. Guevera              |                  |
| Cheech Marin         | Belini                   | Ujlaki Dénes     |
| Pedro Armendáriz Jr. | Elnök                    | Papp János       |
| Julio Oscar Mechoso  | Nicholas                 | Csankó Zoltán    |

## Fogadtatás
A film javarészt pozitív kritikákat kapott, de kritikák is érték, amiért Mariachi-t majdnem másodlagos szereplőként ábrázolták. Mindazonáltal a film sajátos jegyet képvisel, a DVD kiadáson Rodríguez elmondta, hogy azt akarta, ez legyen A Jó, a Rossz és a Csúf-része a trilógiájának.
A 122%-kal több bevételt termelt, mint elődje a Desperado. Ez volt az első film, melyet Rodríguez HD-ben forgatott.

## Lehetséges folytatás
2007 áprilisában Rodriguez még azt nyilatkozta, hogy szeretne két folytatást készíteni, melyben a Johnny Depp alakította Sands, a megvakított CIA ügynök lenne a kulcsfigura. 

## Filmzene
1. "Malagueña" (Brian Setzer) – 4:22
2. "Traeme Paz" (Patricia Vonne) – 2:56
3. "Eye Patch" (Alex Ruiz) – 1:51
4. "Yo Te Quiero" (Marcos Loya) – 3:48
5. "Guitar Town" (Robert Rodriguez) – 2:04
6. "Church Shootout" (Robert Rodriguez) – 1:38
7. "Pistolero (song)|Pistolero" (Juno Reactor) – 3:38
8. "Me Gustas Tu" (Manu Chao) – 3:49
9. "Sands (Theme)" (Tonto's Giant Nuts) – 3:24
10. "Dias de Los Angeles" (Rick Del Castillo) – 5:08
11. "The Man With No Eyes" (Robert Rodriguez) – 2:09
12. "Mariachi vs. Marquez" (Robert Rodriguez) – 1:33
13. "Flor del Mal" (Tito Larriva) – 3:13
14. "Chicle Boy" (Robert Rodriguez) – 1:30
15. "Coup de Etat" (Robert Rodriguez) – 3:02
16. "El Mariachi" (Robert Rodriguez) – 1:22
17. "Siente Mi Amor" (Salma Hayek) – 4:24
18. "Cuka Rocka" (Chingon (band)|Chingon) – 1:44